# Dubai World Championship
 (août 2013).
Si vous disposez d'ouvrages ou d'articles de référence ou si vous connaissez des sites web de qualité traitant du thème abordé ici, merci de compléter l'article en donnant les références utiles à sa vérifiabilité et en les liant à la section « Notes et références ».
Le Dubai World Championship, est le tournoi de golf final du Tour européen PGA. Depuis 2009, il est le dernier tournoi disputé de la Race To Dubai.

## Rolex Series
Avant le début de la saison 2017, le Tour Européen annonce que le tournoi est incorporé aux Rolex Series nouvellement crée. Ce nouveau label regroupe plusieurs tournois doté au minimum de 7 millions d'euros chacun.

## Palmarès
| Année                                          | Vainqueur                                      | Score                                          | Écart de victoire                              | Adversaires                                    | Bourse ($)                                     | Dotation du vainqueur ($)                      |
| Dubai World Championship presented by DP World | Dubai World Championship presented by DP World | Dubai World Championship presented by DP World | Dubai World Championship presented by DP World | Dubai World Championship presented by DP World | Dubai World Championship presented by DP World | Dubai World Championship presented by DP World |
| ---------------------------------------------- | ---------------------------------------------- | ---------------------------------------------- | ---------------------------------------------- | ---------------------------------------------- | ---------------------------------------------- | ---------------------------------------------- |
| 2009                                           | Lee Westwood                                   | 265 (−23)                                      | 6 coups                                        | Ross McGowan (en)                              | 7 500 000                                      | 1 166 600                                      |
| 2010                                           | Robert Karlsson                                | 274 (−14)                                      | Playoffs                                       | Ian Poulter                                    | 7 500 000                                      | 1 166 600                                      |
| 2011                                           | Álvaro Quirós                                  | 269 (−19)                                      | 2 coups                                        | Paul Lawrie                                    | 7 500 000                                      | 1 166 600                                      |
| DP World Tour Championship, Dubai              |                                                |                                                |                                                |                                                |                                                |                                                |
| 2012                                           | Rory McIlroy (1/2)                             | 265 (−23)                                      | 2 coups                                        | Justin Rose                                    | 8 000 000                                      | 1 333 300                                      |
| 2013                                           | Henrik Stenson (1/2)                           | 263 (−25)                                      | 6 coups                                        | Ian Poulter                                    | 8 000 000                                      | 1 333 300                                      |
| 2014                                           | Henrik Stenson (2/2)                           | 272 (−16)                                      | 2 coups                                        | Victor Dubuisson Rory McIlroy Justin Rose      | 8 000 000                                      | 1 333 300                                      |
| 2015                                           | Rory McIlroy (2/2)                             | 267 (−21)                                      | 1 coup                                         | Andy Sullivan                                  | 8 000 000                                      | 1 333 300                                      |
| 2016                                           | Matthew Fitzpatrick                            | 271 (−17)                                      | 1 coup                                         | Tyrrell Hatton                                 | 8 000 000                                      | 1 333 300                                      |
| 2017                                           | Jon Rahm (1/2)                                 | 269 (−19)                                      | 1 coup                                         | Kiradech Aphibarnrat Shane Lowry               | 8 000 000                                      | 1 333 300                                      |
| 2018                                           | Danny Willett                                  | 270 (−18)                                      | 2 coups                                        | Patrick Reed Matt Wallace (en)                 | 8 000 000                                      | 1 333 300                                      |
| 2019                                           | Jon Rahm (2/2)                                 | 269 (−19)                                      | 1 coup                                         | Tommy Fleetwood                                | 8 000 000                                      | 3 000 000                                      |
| 2020                                           | Matthew Fitzpatrick (2/2)                      | 273 (−15)                                      | 1 coup                                         | Lee Westwood                                   | 8 000 000                                      | 3 000 000                                      |
| 2021                                           | Collin Morikawa                                | 271 (−17)                                      | 3 coups                                        | Alexander Bjork Matthew Fitzpatrick            | 9 000 000                                      | 3 000 000                                      |
| DP World Tour Championship                     |                                                |                                                |                                                |                                                |                                                |                                                |
| 2022                                           |                                                |                                                |                                                |                                                | 10 000 000                                     | 3 000 000                                      |